# Тхагалегов, Мурат Анатольевич
Мура́т Анато́льевич Тхагале́гов (кабард.-черк. Тхьэгъэлэдж Мурат; род. 30 июля 1984, Нальчик, Кабардино-Балкарская АССР, РСФСР, СССР) — российский певец, музыкант, исполняющий на кабардино-черкесском, адыгейском и русском языках.

## Биография
Мурат Тхагалегов родился 30 июля 1984 года в городе Нальчике, в большой многодетной семье. У него есть два брата и четыре сестры. По национальности — Кабардинец (Черкес). По образованию ювелир. Женат. 
Поёт на кабардино-черкесском и русском языках.
До того как стать певцом Мурат Тхагалегов работал в Нальчике на бетонном заводе, где его и посетила идея представить свой голос публике. Выйти на большую сцену ему помог давний друг А. Герюгов. Тайком от родственников он после работы посещал студию звукозаписи и пел. 28 сентября 2010 года он выступил с первым своим сольным концертом в Москве. Позже выступал с сольными концертами более чем в двадцати городах России. Пик популярности пришёлся на 2011—2012 годы. Он стал известным по всей России и в странах постсоветского пространства благодаря супер-хиту «Калым». С этого времени эта песня активно звучала на всех развлекательных радиостанциях России и стран бывшего СССР. А совместный хит с Султаном Ураганом «На дискотеку» только укрепил популярность Тхагалегова. Уже за первые месяцы ротации хит набрал миллионы просмотров на ютубе. Затем вышел ещё один хит «Тёмная ночь», который ещё больше укрепил его позиции в танцевальных чатах и ротациях на радио.

## Дискография
Альбомы:
1. 2013 — Калым[2]
2. 2014 — На дискотеку![3]
3. 2015 — Я тебя забываю[4]

## Награды и признание
- сингл «Калым» занял 7 место в рейтинге продаж цифровых синглов по версии Lenta.ru[5];
- сингл «Калым» занял почетное место в десятке самых устанавливаемых RBT-мелодий по России и по СНГ[6];
- клип на трек «На дискотеку» в 2015 году был номинирован каналом RU.TV в номинации «Креатив года»[7].